# Канаева, Кира Константиновна
Ки́ра Константи́новна Кана́ева (1927 — 2016) — советская актриса театра и кино. Лауреат Сталинской премии первой степени (1952).

## Биография
В 1949 году окончила Театральное училище имени Б. В. Щукина.
Актриса Московского академического театра сатиры.
Похоронена на Калитниковском кладбище.

## Творчество

### Роли в театре
- «Свадьба с приданым» Н. М. Дьяконова — Галя
- Эллочка-людоедка из «12 стульев».

### Фильмография
- 1950 — Кавалер Золотой Звезды — Ирина Ивановна Любашева
- 1953 — Свадьба с приданым — Галя Степанова, колхозница, сестра Ольги
- 1961 — Любушка — Аграфена Уварова

## Награды и премии
- Сталинская премия первой степени (1952) — за исполнение роли Ирины Ивановны Любашевой в фильме «Кавалер Золотой Звезды» (1950)

## Личная жизнь
Была замужем за актёром Иваном Переверзевым, от которого родила дочь.